# Макманус, Артур

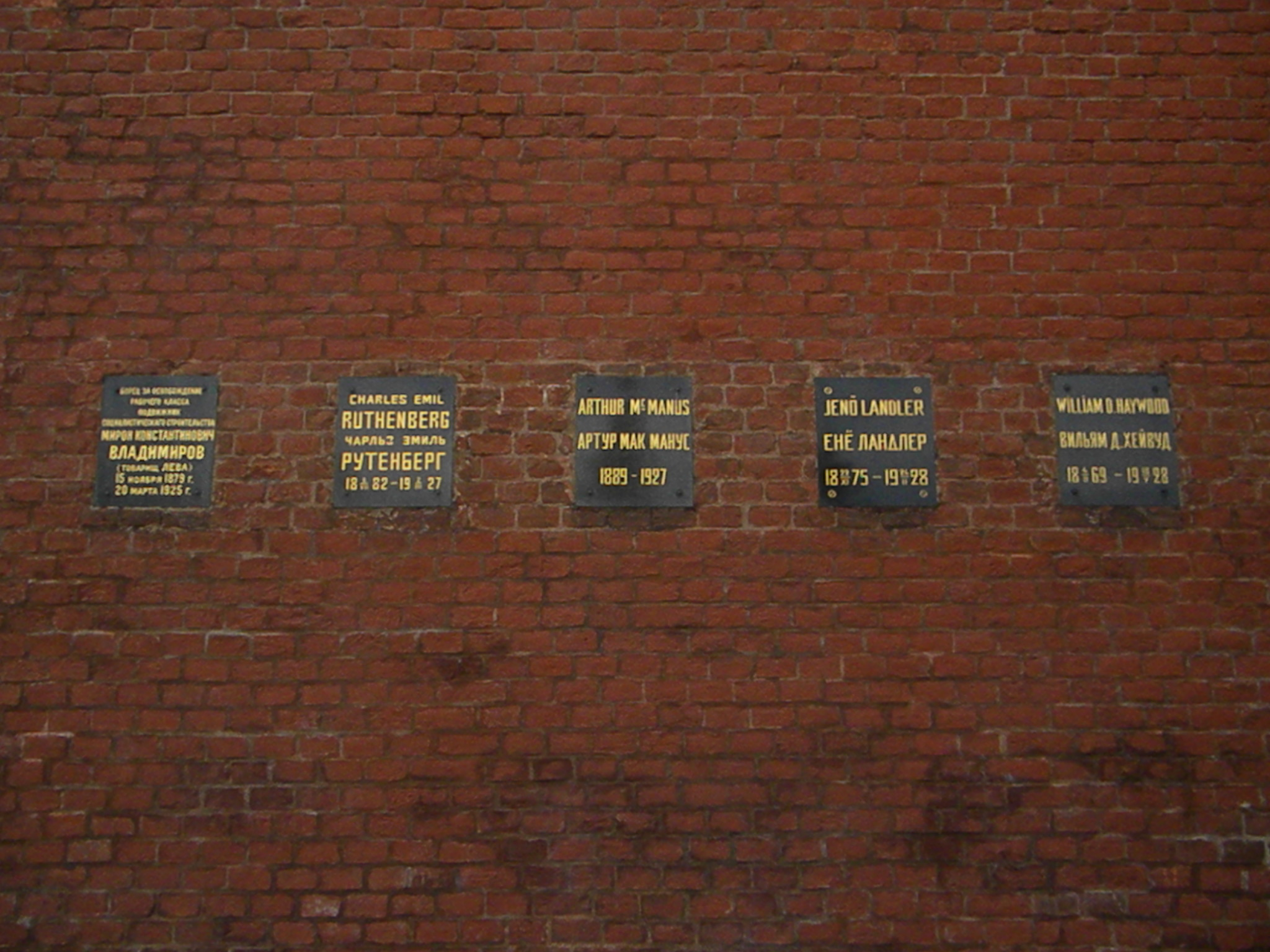
Надгробная плита в Кремлёвской стене

Артур Макманус (англ. Arthur MacManus, 1889, Белфаст — 27 февраля 1927, Лондон) — деятель рабочего движения Великобритании.

## Биография
Шотландец, по профессии рабочий-металлист. В период «Красного Клайсайда» работал в компании «Зингер» в Клайдбанке, но был уволен после забастовки 1911 года. Вступил в делеонистскую Социалистическую трудовую партию (Socialist Labour Party).
Был одним из инициаторов движения фабричных старост. В 1917 году стал председатель первого совета фабричных старост; с мая 1917 года — председатель объединённого комитета фабричных старост, с сентября 1918 года — председатель Национального административного совета фабричных старост.
После Октябрьской революции в России активно участвовал в создании единой компартии в Великобритании. В 1920 году был одним из основателей Коммунистической партии Великобритании. Первый председатель Коммунистической партии Великобритании (1920—1922). Участник 3-го конгресса Коминтерна (1921); был избран членом Исполкома и Президиума Коминтерна. В 1922 году стал колониальным секретарем Коммунистической партии Великобритании.
В 1915 и в 1925 годах арестовывался за свою революционную деятельность.
Участвовал в конгрессе по основанию Антиимпериалистической лиги в 1927 году. Вскоре после этого умер в Москве. 6 июля 1927 был похоронен в Кремлёвской стене.